# Sverker Tell
Sverker Tell, född 22 mars 1947, är en svensk jurist som var lagman i Uddevalla tingsrätt från 1993 till 2012. 
Tell utnämndes 13 april 1989 till lagman i Stockholms tingsrätt och till rådman i Uddevalla tingsrätt 12 november 1992. Han utnämndes 19 maj 1993 till lagman i Uddevalla tingsrätt.